# Worldwide Harmonized Light-Duty Vehicles Test Procedure
Worldwide Harmonized Light-Duty Vehicles Test Procedure, WLTP, är en internationell testmetod för fordon motsvarande personbil och lätt lastbil avsedd för laboratorietest. Den trädde i kraft 2017 och ersatte då NEDC, New European Driving Cycle. Proceduren är framtagen under ledning av europeiska FN-kommissionen FN:s ekonomiska kommission för Europa. Den fokuserar på harmoniserade tester för att jämföra koldioxidutsläpp, bränsleförbrukning, miljöfarliga utsläpp och räckvidd. Den har en speciellt framtagen körsekvens, WLTP-körcykel, som belastar bilen i olika temperaturer samt simulerar olika terrängförhållanden och trafikförhållanden.
När man mäter räckvidden enligt WLTP-normen är temperaturen 14 plusgrader i starten och 23 plusgrader under de 30 minuter bilen körs i ett laboratorium. Inga extra-energiförbrukare är inkopplade såsom luftkonditionering. 

## Testbeskrivning
Tester genomförs enligt fastställda regler som är indelade olika klasser, beroende på fordonens effekt/vikt-förhållande, PWr, i enheten kilowatt per ton, kW/ton. Indelningen är gjord i tre olika klasser:
- Klass 1 – fordon med lågt effekt/vikt-förhållande, PWr, mindre än eller lika med 22.
- Klass 2 - fordon med effekt/vikt-förhållande större än 22 och mindre än eller lika med 34.
- Klass 3 - fordon med högt effekt/vikt-förhållande, större än 34.

## Hastigheter i WLTP:s körcykler
Medelhastigheterna för körcykelns olika klasser är enligt följande:
- Medelhastighet, förutom stoppen, är 35,6 km/h för WLTC Klass 1
- Medelhastighet, förutom stoppen, är 42,4 km/h för WLTC Klass 2
- Medelhastighet, förutom stoppen, är 53,5 km/h för WLTC Klass 3
- Medelhastighet, inklusive stoppen, är 28,5 km/h för WLTC Klass 1
- Medelhastighet, inklusive stoppen, är 35,7 km/h för WLTC Klass 2
- Medelhastighet, inklusive stoppen, är 46,5 km/h för WLTC Klass 3